# WWE Tough Enough
WWE Tough Enough (ursprünglich WWF Tough Enough) war eine Casting-Show, die von der WWE produziert wurde. Bei der Show ging es darum, einen neuen Superstar oder eine neue Diva für die WWE zu entdecken. Der Gewinner erhielt einen Profivertrag über vorerst ein Jahr. Während der ersten drei Staffeln gab es jeweils zwei Gewinner, ab Staffel 4 nur noch einen. Die Show bestand ursprünglich von 2001 bis 2004. Die ersten drei Staffeln wurden auf MTV ausgestrahlt. Die vierte Staffel war Teil von WWE SmackDown. 2011 wurde die Serie  zunächst für eine Staffel auf dem USA Network wiederbelebt. 2015 wurde eine sechste Staffel wieder auf dem USA Network ausgestrahlt.
Zurzeit wird Tough Enough nicht mehr ausgestrahlt, da man mit NXT eine neue und effektivere Talentschmiede hat.
Der erfolgreichste Gewinner war John Randall Hennigan, der von 2005 bis 2011 und seit 2019 wieder in der WWE zu sehen ist. Mit Mike Mizanin, besser bekannt als The Miz, gibt es einen ehemaligen Tough Enough-Teilnehmer im WWE-Roster. The Miz ist unter anderem zweifacher ehemaliger WWE Champion, vierfacher Intercontinental Champion und Sieger des Hauptkampfes von WrestleMania XXVII.

## Tough-Enough-Staffel 1

Maven, Gewinner der ersten Staffel

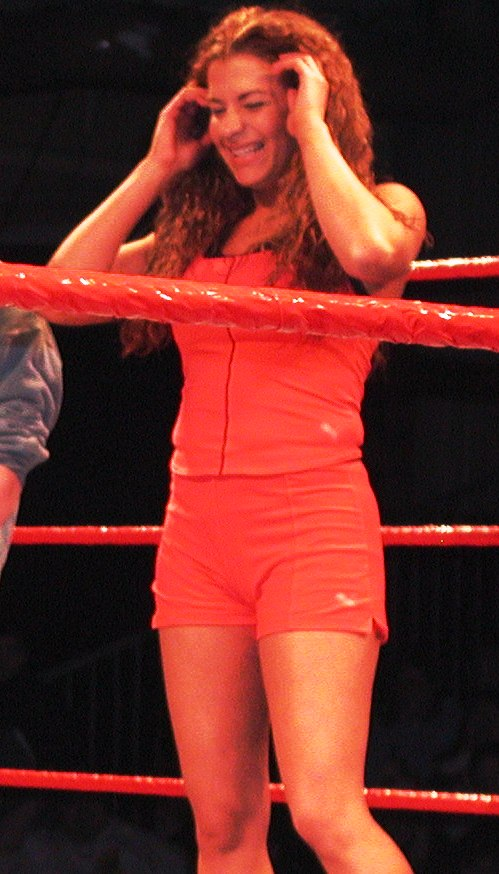
Nidia Guenard, Gewinnerin der ersten Staffel

Maven Huffman und Nidia Guenard gewannen die erste Staffel von Tough Enough. Insgesamt wurden gerade einmal zwei Teilnehmer von einer Jury hinausgewählt, alle anderen schieden freiwillig aus. Von den fünf Finalisten schafften es vier später kurzzeitig in die WWE.
Nidia Guenardo wurde am 3. November 2004 entlassen, Maven Huffman schied am 5. Juli 2005 aus der Company aus.
Die erste Staffel wurde ab dem 21. Juni 2001 auf MTV ausgestrahlt. Eine DVD mit allen 13 Episoden wurde zusammen mit dem Soundtrack als DVD veröffentlicht. Die Staffel ist auf dem WWE Network verfügbar. Showmaster der Sendung war John „Big“ Gaburick.

### Trainer
- Al Snow
- Tazz
- Jacqueline Moore
- Tori

### Teilnehmer
| Name                 | Ausscheiden | Grund des Ausscheidens                      | Weitere Karriere (soweit bekannt)                                                                                         |
| -------------------- | ----------- | ------------------------------------------- | --- |
| Bobby Joe Anderson   | Folge 4     | Fühlte sich körperlich überfordert.         | – |
| Chris Nifong         | Folge 10    | Fühlte sich nicht bereit.                   | – |
| Christopher Nowinsky | Finalist    |                                             | Von 2002 bis 2003 in der WWE, anschließend Schriftsteller und Dokumentarfilmer.                                           |
| Darryl Cross         | Folge 5     | Von der Jury hinausgewählt.                 | Heute Webdesigner. |
| Greg Whitmoyer       | Folge 9     | Bandscheibenvorfall                         | – |
| Jason Dayberry       | Folge 3     | kam mit dem Leben „on the road“ nicht klar. | Bereits vorher als Bodybuilder aktiv, setzte er diese Karriere fort.                                                      |
| Josh Lomberger       | Finalist    |                                             | Wurde als Kommentator und Interviewer in der WWE eingesetzt, derzeit bei Impact Wrestling.                                |
| Maven Huffman        | Sieger      |                                             | Bis 2005 bei der WWE, anschließend 2005 bis 2007 independent und bei TNA, von 2015 bis 2016 kurzzeitig wieder in der WWE. |
| Nidia Guenard        | Sieger      |                                             | Von 2001 bis 2004 als Wrestlerin in der WWE.                                                                              |
| Paulina Thomas       | Folge 7     | Bein- und Knieverletzung                    | – |
| Shadrick McGee       | Folge 6     | Von der Jury hinausgewählt.                 | Kurzzeitig in der Independent-Szene aktiv.                                                                                |
| Taylor Matheny       | Finalistin  |                                             | Wrestlete anschließend in der Independent-Szene.                                                                          |
| Victoria Tabor       | Folge 4     | Schied zusammen mit Bobby Joe Anderson aus. | – |

### Episodenliste
| Nr. (ges.) | Nr. (St.) | Titel                                | Zusammenfassung | Erstausstrahlung USA |
| ---------- | --------- | ------------------------------------ | --- | -------------------- |
| 1          | 1         | Casting Special                      | Mehr als 4000 Teilnehmer haben sich für die erste Staffel von Tough Enough beworben, von diesen wurden 230 zum Casting eingeladen. 13 Teilnehmer wurden ausgewählt, allerdings weigerte sich Tom den Vertrag zu unterschreiben, so dass Greg Whitmoyer nachrücken durfte.                                   | 21. Juni 2001        |
| 2          | 2         | Welcome to the Jungle                | Den 13 Teilnehmern werden die Trainer Al Snow, Jacqueline und Tori Wilson vorgestellt und das Training beginnt. Tazz stellt sich den Teilnehmern auf ganz besondere Art vor: er überrascht sie zu Hause und zwingt sie, im Dreck zu wrestlen. Außerdem sollen sie hinter seinem Hummer hinterherjoggen.     | 28. Juni 2001        |
| 3          | 3         | Jason Crumbles                       | Triple H erteilt den Wrestlern eine Lektion über die Realität und die Integrität im Wrestling-Business. Daraufhin entscheidet sich Jason, die Show zu verlassen. | 5. Juli 2001         |
| 4          | 4         | If You Can’t Stand the Heat          | Bobbie Jo und Victoria entscheiden sich, dass das Wrestlingbusiness für sie nichts ist und verlassen die Show. Im Haus bricht ein Feuer aus. Stephanie McMahon führt die Frauen zum Mittagessen aus. Al Snow hat einen Auftritt bei Smackdown und sichert den Teilnehmern Sitze in der ersten Reihe.        | 12. Juli 2001        |
| 5          | 5         | Dispatching Darryl                   | Darryl verliert einen Wettkampf im Dart. Nun soll er ein Essen für Pat Patterson kochen und verärgert Chris Nowinski, als er um mehr Geld fragt. Die Jury ist ebenfalls nicht von ihm angetan und wegen seiner schlechten Leistungen im Ring und in der Gruppe muss er die Show verlassen.                  | 19. Juli 2001        |
| 6          | 6         | Tears Idle Tears                     | Nach einem harten Tag im Ring ist jedem klar, dass entweder Shadrick oder Chris gehen muss. Um sich die Zeit zu vertreiben gehen die Jungs aus, landen jedoch in einem Drag-Restaurant und müssen dort auftreten. Am Ende wählt die Jury Shadrick aus, der die Show verlassen muss.                         | 26. Juli 2001        |
| 7          | 7         | A No-Win-Ski Situation               | Nachdem Kurt Angle erzählt, wie er zum Wrestling kam, reisen die Teilnehmer auf die Bahamas. Dort fahren sie unter anderem Wasserski. Paulina verletzt sich am Knie und muss die Show verlassen. | 2. Aug. 2001         |
| 8          | 8         | Dropping Like Flies                  | The Hardy Boyz und Lita besuchen die Teilnehmer. Nidia und Josh verletzen sich im Ring. Bei Greg macht sich unterdessen eine alte Rückenverletzung bemerkbar. | 9. Aug. 2001         |
| 9          | 9         | The Vicious Circle                   | Die Gruppe ist am Ende ihrer Kräfte. Al Snow versucht die Stimmung aufzuhellen und spielt ein „Circle Game“ mit ihnen. Nachdem Chris Nowinski verloren hat, muss er zur Yale University, um dort „Harvard sucks“ zu rufen. Greg erhält schlechte Nachrichten von seinen Ärzten und muss die Show verlassen. | 16. Aug. 2001        |
| 10         | 10        | Timing Is Everything                 | Bei Mavens Mutter verschlimmert sich der Krebs und er verlässt das Haus einige Tage, um sich um sie zu kümmern. Josh denkt laut darüber nach, die Show zu verlassen. Mick Foley besucht die Gruppe und hält einen Vortrag, worauf Chris Nifong die Gruppe verlässt.                                         | 23. Aug. 2001        |
| 11         | 11        | The Rules of the Road                | Al besucht mit den Teilnehmern den PPV Backlash, Raw und SmackDown. The Brooklyn Brawler gibt eine Einführung in die Kunst der Promos. | 30. Aug. 2001        |
| 12         | 12        | No Hill Too Tall, Nor Water Too Deep | Als Referenten besuchen Stone Cold Steve Austin und Debra das Haus. „Big“ hat eine letzte Überraschung für die Teilnehmer, ein letzter Test vor dem Finale. Josh soll einen Moonsault ausführen, hat aber Zweifel.                                                                                          | 20. Sep. 2001        |
| 13         | 13        | That's Not the Story                 | Die Entscheidung steht an. Die Wrestler treten vor Vince McMahon gegeneinander an. Doch Vince McMahon hat noch etwas für die übriggebliebenen Teilnehmer. | 27. Sep. 2001        |
| 14         | 14        | The Beginning                        | Nach einem letzten Match gegen ihre Trainer erfahren die Teilnehmer, wer einen Vertrag erhält. | 27. Sep. 2001        |

## Tough-Enough-Staffel 2

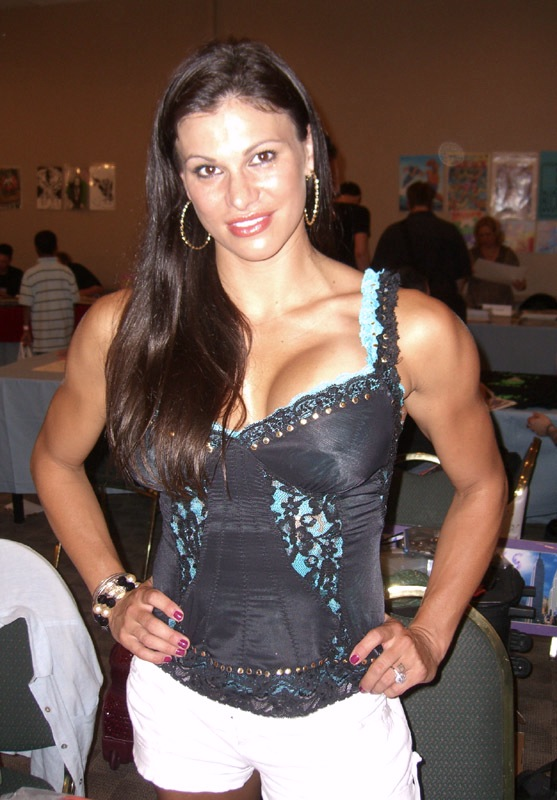
Jackie Gayda (heute: Jackie Haas), eine der beiden Siegerinnen der zweiten Staffel

Als die 2. Staffel auf Sendung ging, hatte die World Wrestling Federation ihren Namen in World Wrestling Entertainment geändert, wodurch auch die Show in WWE Tough Enough umbenannt wurde.
Die Gewinner der 2. Staffel waren Linda Miles and Jackie Gayda. Miles wurde bereits am 12. November 2004 wieder aus der WWE entlassen, Jackie Gayda war bis zum 5. Juli 2005 angestellt. Als bekannt wurde, das zwei Frauen das Finale gewonnen hatten, beschwerten sich viele der männlichen Teilnehmer, denn ursprünglich war davon die Rede, dass es einen männlichen und einen weiblichen Gewinner geben würde. Teilnehmer Matt Morgan (der wegen einer Knieverletzung aufgeben musste) bekam einen Entwicklungsvertrag und trat später bei SmackDown auf, wurde allerdings entlassen und tritt aktuell bei TNA auf.

### Trainer
- Al Snow
- Hardcore Holly
- Chavo Guerrero
- Ivory

### Teilnehmer
| Name            | Ausscheiden | Grund des Ausscheidens                                                    | Weitere Karriere (soweit bekannt) |
| --------------- | ----------- | ------------------------------------------------------------------------- | --- |
| Aaron Lewis     | Folge 3     | Körperlich überfordert: Bei Übungen am Strand wurde er ohnmächtig.        | – |
| Alicia Martin   | Folge 7     | Musste verletzungsbedingt aufhören.                                       | – |
| Anni King       | Folge 12    | Zu zaghaft im Ring.                                                       | – |
| Danny Carney    | Folge 5     | Zeigte nicht genug Charisma während eines Promotests.                     | – |
| Hawk Younkins   | Folge 11    | Stieg selbst aus, weil er seine Performance im Ring nicht gut genug fand. | Wrestlete einige wenige Independent-Shows. Heute Schauspieler. |
| Jackie Gayda    | Siegerin    |                                                                           | Bis 2005 bei der WWE. Zeitweise Managerin von Charlie Haas, der später ihr Ehemann wurde, und Rico Constantino. Anschließend 2005 bis 2007 independent und bei TNA, von 2015 bis 2016 kurzzeitig wieder in der WWE.            |
| Jake Sokoloff   | Finalist    |                                                                           | – |
| Jessie Ward     | Folge 7     | Diagnose eines Herzfehlers.                                               | Ward gab später an, die Show habe ihr das Leben gerettet, da der Herzfehler ohne diese unentdeckt geblieben wäre. Sie wurde anschließend Fernsehproduzentin, zunächst bei der WWE, später bei TNA und heute für das Fernsehen. |
| Kenny Layne     | Finalist    |                                                                           | Später bei TNA und Ring of Honor als Kenny King aktiv. |
| Linda Miles     | Siegerin    |                                                                           | Später Valet der The Basham Brothers von 2002 bis 2004. |
| Matt Morgan     | Folge 6     | Verletzungsbedingt: Bänderriss am Knie.                                   | In der WWE (beziehungsweise zunächst Ohio Valley Wrestling) von 2002 bis 2004 aktiv, dann TNA von 2008 bis 2013, heute Independent-Wrestler.                                                                                   |
| Pete Tornatore  | Folge 12    | Konnte nicht mit den anderen mithalten.                                   | – |
| Robert Savhalet | Folge 3     | Konnte nicht mit den anderen mithalten.                                   | – |

### Episodenliste
| Nr. (ges.) | Nr. (St.) | Titel                   | Zusammenfassung | Erstausstrahlung USA |
| ---------- | --------- | ----------------------- | --- | -------------------- |
| 15         | 1         | Casting Special         | Das Casting findet in Las Vegas statt. Die 13 Teilnehmer werden ausgewählt.                                                                                       | 28. Feb. 2002        |
| 16         | 2         | Reality Check           | Die Teilnehmer lernen ihre Trainer kennen, die ersten Herausforderungen beginnen. Ein Teilnehmer besteht den Sporttest nicht und wird durch Danny Carney ersetzt. | 7. März 2002         |
| 17         | 3         | It’s Hard to Be Humble  | Big Show besucht das Haus. Mit Aaron Lewis stößt der letzte Teilnehmer zur Gruppe, versagt aber beim Training am Strand.                                          | 14. März 2002        |
| 18         | 4         | Now That’s Humiliating  | Das Ringtraining beginnt. Hawk und Kenny bekommen eine Herausforderung.                                                                                           | 21. März 2002        |
| 19         | 5         | All About Personality   | Die Dudley Boyz besuchen das Haus. Danny versagt bei einem Promotest und muss das Haus verlassen.                                                                 | 28. März 2002        |
| 20         | 6         | Raw Rewards             | Die Teilnehmer besuchen eine Folge von WWE Raw. | 4. Apr. 2002         |
| 21         | 7         | Gut Check Time          | Nach einer schlaflosen Nacht stehen am nächsten Morgen Schlagtrainings auf dem Programm. Chris Jericho besucht das Haus.                                          | 11. Apr. 2002        |
| 22         | 8         | Hot Tub Trouble         | Jackie und Pete machen betrunken im Whirlpool rum, was zu einigen Verwicklungen führt. Edge besucht das Haus.                                                     | 18. Apr. 2002        |
| 23         | 9         | Inspired Performance    | Maven und Nidia, die Gewinner aus Staffel 1 besuchen das Haus. | 25. Apr. 2002        |
| 24         | 10        | Africa or Bust!         | Nachdem Stacy Keibler und Torrie Wilson das Haus besucht haben, fliegen die Teilnehmer nach Afrika.                                                               | 2. Mai 2002          |
| 25         | 11        | African Dream           | Während die Teilnehmer sich eine schöne Zeit in Afrika machen, wächst bei Hawkins der Entschluss die Sendung zu verlassen.                                        | 9. Mai 2002          |
| 26         | 12        | Heart and Determination | William Regal ist diesmal Gastreferent. Jackie verletzt sich, kann aber in der Show bleiben.                                                                      | 16. Mai 2002         |
| 27         | 13        | The Final Evaluation    | Die Teilnehmer besuchen Kevin Dunn, der mit ihnen Interviews führt.                                                                                               | 23. Mai 2002         |
| 28         | 14        | Who Will Be Crowned     | Die Entscheidung steht an. | 30. Mai 2002         |

## Tough-Enough-Staffel 3

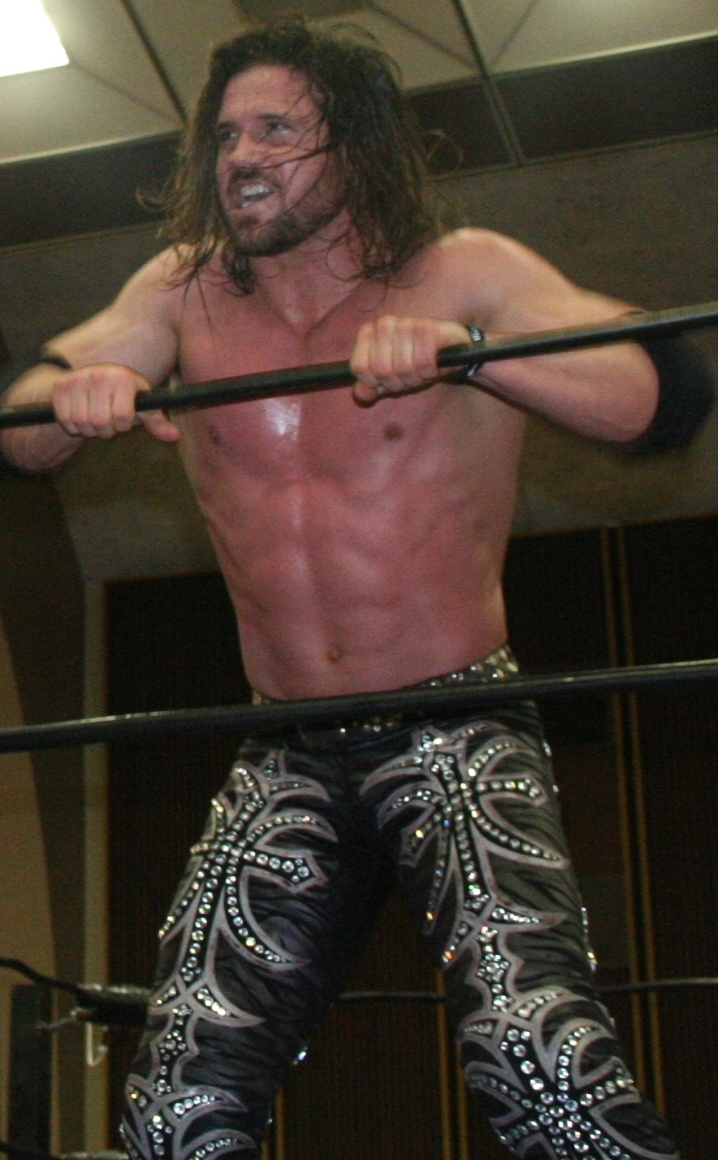
John Hennigan (heute: John Morrison), einer der Sieger der 3. Staffel

Die 3. Staffel wurde von John Randall Hennigan und Matt Cappotelli gewonnen. Hennigan, anfangs für zwei Jahre unter dem Charakter Johnny Nitro auftrat, war bis November 2010 bei RAW als John Morrison zu sehen und ist der einzige Tough-Enough-Gewinner, der in der WWE einen Titel gewann.
Matt Cappotelli arbeitete zunächst in der Aufbauliga Ohio Valley Wrestling (kurz OVW). Im Jahr 2005 wurde jedoch ein Gehirntumor entdeckt, weshalb er seine Wrestling-Karriere beenden musste. 2007 wurde der Tumor zunächst erfolgreich entfernt, eine Rückkehr in den Ring fand jedoch nicht statt. Im Juli 2017 kehrte der Gehirntumor als Glioblastom der Stufe IV zurück, die aggressivste Form eines Gehirntumors. Matt Cappotelli verstarb am 29. Juni 2018 im Alter von nur 38 Jahren.
Melina Perez kam bis in die Top 25 dieser Staffel, wo sie aber ausschied. Allerdings lernte sie hinter den Kulissen John Randall Hennigan kennen und ging mit ihm eine Beziehung ein. Aufgrund dessen arbeitete sie bis August 2011 als Melina bei RAW und SmackDown. Sie war die erste Tough Enough Teilnehmerin, die den Titel WWE Women’s Championship gewann.

### Trainer
- Al Snow
- Bill DeMott
- Ivory

### Teilnehmer
| Name            | Ausscheiden | Grund des Ausscheidens | Weitere Karriere (soweit bekannt) |
| --------------- | ----------- | --- | --- |
| Chad            | Folge 4     | Konnte sich nicht in die Gruppe integrieren                                                                                          | – |
| Eric Markovcy   | Finalist    | | – |
| Jamie Burk      | Finalistin  | | – |
| Jill            | Folge 2     | Verließ die Show nach dem ersten Training.                                                                                           | – |
| John Hennigan   | Sieger      | | Erfolgreichster Sieger mit Karriere als Johnny Nitro und Johnny Morrison in WWE, TNA und Lucha Underground. |
| Jonah Adelman   | Finalist    | | Begann nach der Staffel independent zu wrestlen, wurde aber des Steroid-Missbrauchs überführt und beendete seine Karriere. |
| Justin          | Folge 11    | Zu wenig Aggression und mangelnder Wettbewerbsgedanke im Ring.                                                                       | – |
| Kelly           | Folge 8     | Verletzungsbedingt wegen Rückenverletzung.                                                                                           | – |
| Lisa            | Folge 3     | Der tatsächliche Grund wurde während der Folgen nicht gezeigt. Später wurde bekannt, dass sie einen psychischen Zusammenbruch hatte. | Tatsächlich versuchte sie anschließend bei Ohio Valley Wrestling unterzukommen, indem sie vorgab von den verantwortlichen dahin geschickt worden zu sein. Ihr gelang es später sogar einen Tagesjob als Pyrotechnikerin bei WWE Raw zu bekommen. Seit dies bekannt wurde, hat sie Hausverbot bei allen WWE Shows. |
| Matt Cappotelli | Sieger      | | Verstarb am 29. Juni 2018 im Alter von nur 38 Jahren an einem Gehirntumor. |
| Nick            | Folge 6     | Verletzungsbedingt: Muskelriss am Bizeps.                                                                                            | – |
| Rebekah         | Folge 5     | Musste auf Grund eines familiären Notfalls die Sendung verlassen.                                                                    | – |
| Scott Bradley   | Folge 7     | Konnte nicht mit den anderen mithalten.                                                                                              | – |

### Episodenliste
| Nr. (ges.) | Nr. (St.) | Titel                   | Zusammenfassung | Erstausstrahlung USA |
| ---------- | --------- | ----------------------- | --- | -------------------- |
| 29         | 1         | Are You Tough Enough?   | Die 13 Teilnehmer werden vorgestellt. | 17. Okt. 2002        |
| 30         | 2         | This Is Not a Game Show | Die Teilnehmer lernen ihre Trainer kennen, das erste Training wird durchgeführt.                                                                                            | 24. Okt. 2002        |
| 31         | 3         | Jonah Makes Impression  | Jonah kann sich während eines Wettstreits hervortun. | 31. Okt. 2002        |
| 32         | 4         | The Meat of Competition | Das Training geht weiter. Chad kann sich nicht in die Gruppe integrieren und wird von der Jury aus der Serie gewählt. Scott musste nach einer freien Nacht ins Krankenhaus. | 7. Nov. 2002         |
| 33         | 5         | Fight for Your Dreams   | Tommy Dreamer und Rey Mysterio besuchen das Haus. Rebekah wird zu ihrer Familie gerufen und muss die Sendung wegen eines Notfalls verlassen.                                | 28. März 2002        |
| 34         | 6         | Learning to Adapt       | Diamond Dallas Page tritt als Referent auf. Zwei Teilnehmer dürfen Gäste ins Haus einladen.                                                                                 | 4. Apr. 2002         |
| 35         | 7         | Jonah Pulls a Fast One  | Die Teilnehmer bereiten sich auf einen Europa-Trip vor. Vorher soll aber noch ein Teilnehmer die Gruppe verlassen. Jonah spielt unterdessen der Gruppe einen Streich.       | 28. Nov. 2002        |
| 36         | 8         | A Trip to Iceland       | Die Teilnehmer fliegen nach Island. Kellys Verletzung wird schlimmer. Jonah wird der Scherz von der Gruppe heimgezahlt.                                                     | 5. Dez. 2002         |
| 37         | 9         | On Foreign Ground       | Das Training in Island geht weiter. | 12. Dez. 2002        |
| 38         | 10        | Reaching New Heights    | Wieder zu Hause präsentiert Ivory der Gruppe eine neue Herausforderung. | 19. Dez. 2002        |
| 39         | 11        | Who’s Coming to Dinner  | Trish Stratus kommt zum Abendessen und Bradshaw referiert. | 2. Jan. 2003         |
| 40         | 12        | Hard Knocks             | Zu einer Spezial-Trainings-Einheit stoßen frühere Tough-Enough-Teilnehmer und Trainer.                                                                                      | 9. Jan. 2003         |
| 41         | 13        | Nature of the Business  | Ric Flair referiert über „Nature of the Business“. Anschließend besuchen die verbliebenen Teilnehmer eine Smackdown-Aufzeichnung und treffen Vince McMahon.                 | 16. Jan. 2003        |
| 42         | 14        | Endings and Beginnings  | Die Entscheidung steht an. | 30. Mai 2002         |

## Tough-Enough-Staffel 4

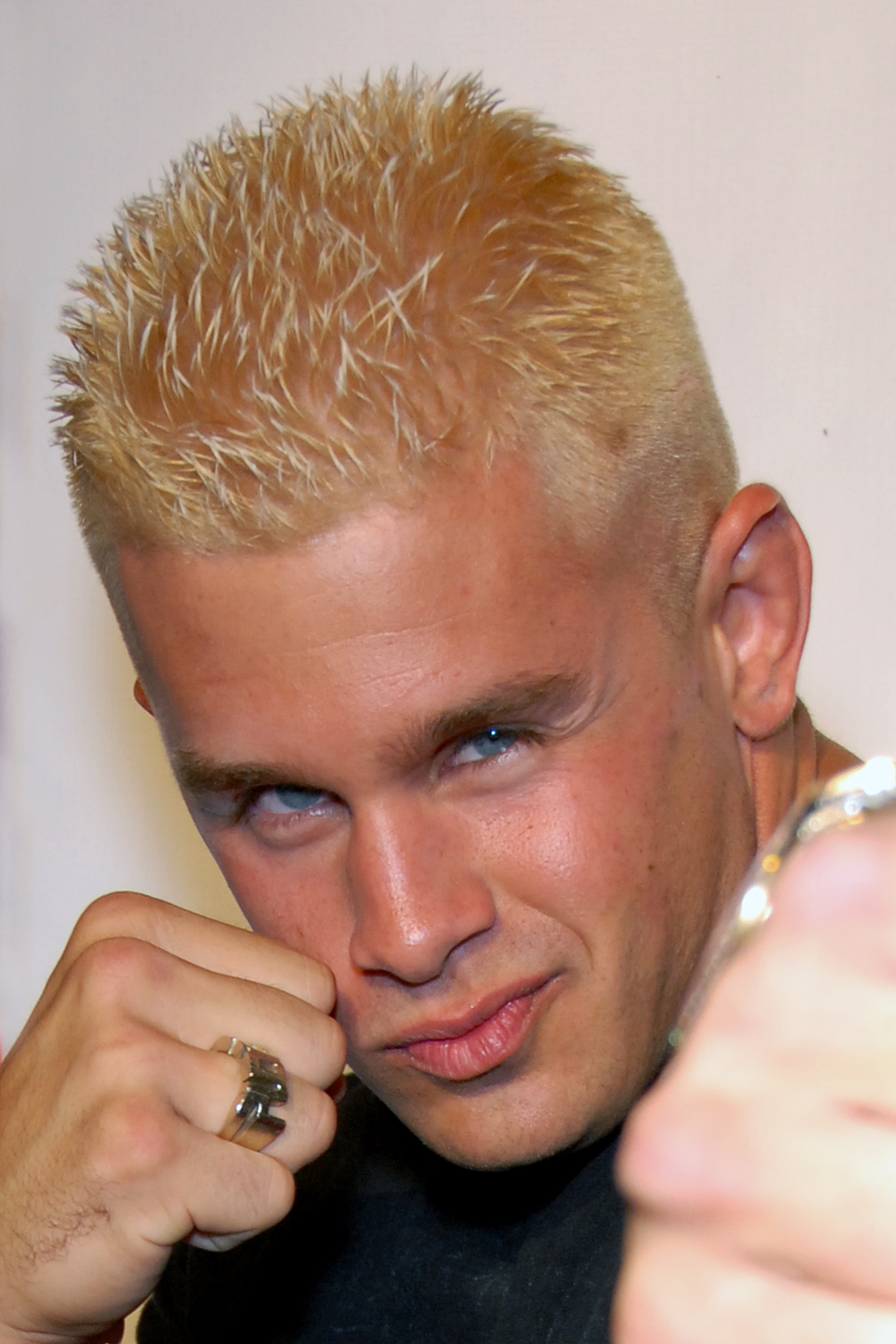
Daniel Puder gewann die vierte Staffel

Die 4. Staffel wurde nicht mehr auf MTV ausgestrahlt, sondern in die Show SmackDown eingebunden und bei United Paramount Network (kurz UPN) ausgestrahlt. Als Preis wurde ein Eine-Million-Dollar-Vertrag ausgelobt, der über vier Jahre laufen sollte, wobei nur das erste Jahr garantiert wurde.
Der Sieger der 4. Staffel war Daniel Puder. Beim Pay Per View Royal Rumble, Anfang 2005, hatte Puder seinen ersten und einzigen Auftritt. Danach wurde er in die Aufbauliga Ohio Valley Wrestling geschickt, um seine Fertigkeiten zu entwickeln. Im September 2005 wurde er jedoch entlassen.
Bei der SmackDown-Ausgabe am 4. November 2004 kam es zu einem breit diskutierten Zwischenfall, der vermutlich Auswirkungen auf Puders weitere Karriere hatte. In einem nicht abgesprochenen Segment forderte Olympiagewinner im Ringen und WWE-Superstar Kurt Angle die Teilnehmer zu einem Burpee-Challenge heraus. Chris Nawrocki gewann dieses und durfte danach gegen Kurt Angle in einem Ringwettstreit antreten, in dessen Verlauf ihm mehrere Rippen gebrochen wurden. Angle forderte im Anschluss die weiteren Teilnehmer ebenfalls heraus und Puder, selbst Ringer, nahm an. Nach kurzer Zeit konnte er bei Angle einen Kimura-Armhebel ansetzen. Um Angles Ansehen zu wahren, wertete ein Schiedsrichter ihm einen Pin zu. Beim 2005er Royal Rumble führten die Wrestler Chris Benoit, Hardcore Holly und Eddie Guerrero mehrere harte Chops (sogenannte Stiff Shots beziehungsweise „Shoots“) gegen Daniel Puder aus, bevor sie ihn aus dem Ring warfen.
Weitere Finalisten
| Name           | Rang     | Weitere Karriere (soweit bekannt)                                                                                             |
| -------------- | -------- | --- |
| Chad Nawrocki  | Finalist | – |
| Daniel Puder   | Sieger   | Später bei Ring of Honor und New Japan Pro-Wrestling aktiv. Kämpfte außerdem Mixed Martial Arts.                              |
| Daniel Rodimer | Finalist | WWE (2006–2007) |
| John Meyer     | Finalist | – |
| Justice Smith  | Finalist | 2008 bei American Gladiators, außerdem kleinere Filmrollen.                                                                   |
| Mike Mizanian  | Zweiter  | Erfolgreiche Karriere bei der WWE, einziger Teilnehmer, der noch bei der WWE beschäftigt ist.                                 |
| Nick Mitchell  | Finalist | 2006 als „Mitch“ bei der WWE Teil der Spirit Squad, anschließend kurze Zeit MMA-Kämpfer.                                      |
| Ryan Reeves    | Finalist | Bei der WWE von 2006 bis 2012 zunächst als Skip Sheffield, dann als Ryback aktiv. Comeback 2014 bis 2016, danach independent. |

## Tough-Enough-Staffel 5
Im November 2010 wurde bekannt gegeben, dass Tough Enough zurückkehrt. Die fünfte Staffel bestand aus zwölf Teilnehmern und startete am 4. April 2011, einen Tag nach WrestleMania XXVII, bei USA Network. Dort wurde die Staffel als Nummer 1 geführt, eine Verbindung zu den ersten vier Staffeln gab es daher nicht. Produziert wurde die fünfte Staffel in Zusammenarbeit mit Shed Media.
Die Castings fanden im Dezember 2010 und Januar 2011 statt. Die Verantwortlichen waren diesmal sehr an Teilnehmern interessiert, die bereits über Wrestlingerfahrung verfügen. Beim Neuanfang stand mehr der Casting-Show-Gedanke im Vordergrund, so dass die Teilnehmer jede Woche Aufgaben zu erfüllen hatten und danach entschieden wurde, wer die Show verlassen muss.
Von allen Teilnehmern schaffte es ausgerechnet Ariane Andrew zu WWE, die als erste bereits in der ersten Folge der Staffel ihren Platz räumen musste. Sie wurde später ein Teil des Tag Teams The Funkadactyls und trat auch bei Total Divas auf.

### Moderator
- Steve Austin[13]

### Trainer
- Booker T[14]
- Trish Stratus[15]
- Bill DeMott[16]

### Teilnehmer
| Name               | Ausscheiden | Grund des Ausscheidens                                                       | Weitere Karriere (soweit bekannt) |
| ------------------ | ----------- | ---------------------------------------------------------------------------- | --- |
| A.J. Kirsch        | Folge 8     | Zeigte schlechte Leistungen in der Woche vor Folge 8.                        | Independent-Wrestler. |
| Andy Leavine       | Sieger      |                                                                              | Trat von 2010 bis 2012 bei Florida Championship Wrestling an und hatte einige wenige Auftritte in der WWE, anschließend bei World Wrestling Council.                       |
| Arianne Andrew     | Folge 1     | Steve Austin und die Trainer sahen keine Leidenschaft fürs Wrestling in ihr. | Arianne Andrew bekam einen Vertrag bei Florida Championship Wrestling und wechselte von 2012 bis 2016 ins Hauptroster der WWE, außerdem Hauptdarstellerin bei Total Divas. |
| Christina Crawford | Folge 8     | Versagte beim Charisma-Test.                                                 | Kurze Zeit bei WWE NXT und Florida Championship Wrestling aktiv, dann Cheerleaderin für die Tampa Bay Buccaneers in der NFL.                                               |
| Eric Watts         | Folge 6     | Verbesserte sich nicht.                                                      | Independent-Wrestler. |
| Ivelisse Vélez     | Folge 6     | Musste wegen einer Verletzung die Show verlassen.                            | Erfolgreich als Independent-Wrestlerin, unter anderem bei TNA und Lucha Underground.                                                                                       |
| Jeremiah Riggs     | Folge 9     | Unterlag im Finale.                                                          | Bereits vorher als MMA-Kämpfer aktiv, ein Jahr bei Florida Championship Wrestling. Teilnehmer bei Steve Austin's Broken Skull Challenge (2015).                            |
| Luke Robinson      | Finalist    |                                                                              | Independent-Wrestler. |
| Martin Casaus      | Folge 7     | Brach sich den Knöchel.                                                      | Später als Marty „The Moth“ Martinez in Lucha Underground aktiv. |
| Matt Capiccioni    | Folge 2     | Trotz zehnjähriger Erfahrung überzeugte er Steve Austin nicht.               | Weiterhin Independent-Wrestler, vor allem erfolgreich bei Lucha Underground als Son of Havoc.                                                                              |
| Michelle Deighton  | Folge 3     | Musste sich um ihre Tochter kümmern und verließ die Show.                    | – |
| Mickael Zaki       | Folge 3     | Schied bei einem Promotest aus.                                              | – |
| Ryan Howe          | Folge 5     | War dreimal letzter.                                                         | Independent-Wrestler, später Teilnehmer von TNA Gut Check. |
| Rima Fakih         | Folge 4     | Zeigte keine Verbesserungen.                                                 | Bereits vorher Teilnehmerin an Schönheitswettbewerben ist sie heute Leiterin von Miss Universe Libanon.                                                                    |

### Episodenliste
| Nr. (ges.) | Nr. (St.) | Titel                                  | Zusammenfassung | Erstausstrahlung USA |
| ---------- | --------- | -------------------------------------- | --- | -------------------- |
| 43         | 1         | Get Your Teeth Out of My Ring          | 14 Männer und Frauen wurden von WWE-Legende Steve Austin ausgesucht, um WWE Superstar oder Diva zu werden. Am Tag der 600. Episode von WWE Smackdown müssen sie sowohl den Ring vorbereiten, als auch das Stadion aufräumen. Außerdem beginnt ihr Training. Bereits in der ersten Episode muss Arianne Andrew die Show verlassen. | 4. Apr. 2011         |
| 44         | 2         | Five for Flinching                     | In dieser Folge geht es vor allem um Mut, Gaststar ist John Cena. Matt Capiccioni erhält einen persönlichen Drill von Trish Stratus, anschließend findet ein Match gegen Luke statt, der dieses jedoch zum Missfallen von Austin dominiert. Die Teilnehmer sollen vor Polizeihunden weglaufen und es findet ein Body-Slam-Challenge statt. Am Ende muss Matt die Show verlassen. | 11. Apr. 2011        |
| 45         | 3         | Bad Day. Real Bad Day                  | Gaststars sind Big Show und Stacy Keibler. Bill DeMott lässt die Teilnehmer ein schweißtreibendes Rennen durchstehen, wobei Luke erster wird und Eric letzter. Anschließend findet eine Trainingssession statt, nach der michelle ihren Ausstieg verkündet. Anschließend findet ein Cheerleading-Drill statt, der auf dem Universal CityWalk durchgeführt wird. Am nächsten Tag findet das nächste Challenge statt: Chain of Command (dt. „Befehlskette“). Martin gewinnt, während Eric wieder letzter wird. Steve Austin schickt schließlich Mickael heim.                                | 18. Apr. 2011        |
| 46         | 4         | 110 Pound Elephant in the Room         | Gaststar ist Bret Hart. Rima muss an einem Mitternachtstraining mit Bill teilnehmen. Im Ringtraining müssen die Teilnehmer über das oberste Seil springen. Am nächsten Tag werden die Teilnehmer als Bedienungen in einem Diner eingesetzt, wobei sie Rollerskates fahren müssen. Bei den Skills Challenges müssen die Teilnehmer ihre Beweglichkeit unter Beweis stellen. Rima muss das Haus verlassen. | 25. Apr. 2011        |
| 47         | 5         | Don't Mistake My Kindness for Weakness | Rey Mysterio und John Salley besuchen das Haus. Thema der Woche ist Teamwork. Die Teilnehmer spielen gegen eine Mannschaft aus Kleinwüchsigen Basketball und verlieren ziemlich deutlich. Des Weiteren findet ein Outdoor-Kurs statt. Ryan wird schließlich nach Hause geschickt, weil er dreimal hintereinander zu den letzten drei gehörte. | 2. Mai 2011          |
| 48         | 6         | It's Getting Down to Nut Cuttin' Time  | John Morrison tritt als Referent auf. Thema der Woche ist Fokus. Die Herausforderungen beginnen mit einem Seilparcours. Beim Skills Challenge geht es um Squats am obersten Seil. Ivelisse muss wegen einer Verletzung die Show verlassen, während Eric nicht mit den anderen mithalten kann. | 9. Mai 2011          |
| 49         | 7         | Running with Wolves                    | Als Gaststars sind in dieser Folge The Bella Twins, Kelly Kelly und Eve Torres dabei. Wochenthema ist Kreativität. Steve organisiert eine Fahrt zum THQ-Hauptquartier um das neue Spiel WWE All Stars auszuprobieren. Die Teilnehmer dürfen sich eigene Charaktere erstellen. In der Nacht müssen sie ein zwei Stunden langes Training absolvieren, bei dem sich Martin den Knöchel bricht und deshalb aussteigen muss. Auch Christina verletzt sich bei einem Flugangriff vom obersten Seil und muss die Notaufnahme besuchen.                                                            | 16. Mai 2011         |
| 50         | 8         | I've Been Bamboozled and Flabbergasted | Wochenthema ist Charisma. James Roday, bekannt aus Psych, empfängt die Teilnehmer. Anschließend findet eine Trainingssession mit The Rock statt. Bei der Nominierung durch Steve Austin kommt es zu Ärger. A.J. beschwert sich lautstark. Doch es nutzt nichts, er und Christina müssen das Haus verlassen. | 23. Mai 2011         |
| 51         | 9         | Now We Face the Rattlesnake            | Das Thema der Woche ist „alles zusammenbringen“, so werden die Teilnehmer aufgefordert, ihre bisher erlernten Fertigkeiten im Zusammenspiel unter Beweis zu stellen. nach dem Training findet ein Fotoshooting zusammen mit The Miz statt. Anschließend geht es im Gym weiter, bis Steve Austin die übrig gebliebenen drei zum Chase Child Life Program im Ronald Reagan UCLA Medical Center mitnimmt, wo sie lernen sollen, das man als WWE Superstar auch sozial engagiert sein muss. Am Ende muss Jeremiah das Haus verlassen, so dass Andy Leavine und Luke Robinson im Finale stehen. | 30. Mai 2011         |
| 52         | 10        | May The Best Man Win                   | Im Finale der Staffel besuchen Andy und Luke Florida Championship Wrestling in Tampa, Florida, damals das offizielle Development-Center der WWE. Gaststar ist Ricky Steamboat. Ihr letztes Challenge ist ein achtminütiges Match zusammen mit Bill DeMott vor Live-Publikum. Am Ende wird Andy zum Gewinner erklärt. Vince McMahon ist in einem Cameo zu sehen. | 6. Juni 2011         |

## Tough-Enough-Staffel 6
Am 15. Januar 2015 wurde eine sechste Staffel angekündigt. Die Ausstrahlung begann am 23. Juni 2015 auf dem US Network. Moderator war diesmal Chris Jericho, der von Renee Young unterstützt wurde. Neben den 10 Episoden der Staffel gab es eine begleitende Talkshow namens Tough Talk, die von The Miz und später von Byron Saxton moderiert wurde.
Nachdem in der letzten Staffel Steve Austin quasi Host und Judge in einer Person gewesen war, wurde nun eine neue Jury aus Daniel Bryan, Paige und Hulk Hogan gebildet. Während der Staffel wurde Hogan jedoch auf Grund rassistischer Äußerungen fristlos entlassen und durch The Miz ersetzt. Die Jury legte wie in der vorhergehenden Staffel die drei schlechtesten Wrestler aus, das WWE Universe (die Fans der WWE) stimmte per Televoting über den Verbleib ab.
Sieger der Staffel waren Joshua Bredl und Sara Lee, die beide jedoch nicht von ihrem Sieg profitieren konnten. Sie erhielten zwar einen 250.000-Dollar-Vertrag, konnten jedoch beide nicht im Wrestling Fuß fassen und wurden innerhalb von zwei Jahren entlassen.

### Trainer
- Billy Gunn
- Booker T
- Lita

### Teilnehmer
| Name                   | Ausscheiden | Grund des Ausscheidens | Weitere Karriere (soweit bekannt)                                                                                            |
| ---------------------- | ----------- | --- | --- |
| Alex Frekey            | Folge 2     | Hinausgewählt. | Bodybuilder und Fitnesstrainer.                                                                                              |
| Amanda Saccomanno      | Finalistin  | | Erhielt einen NXT-Vertrag und ist seit 2017 im Hauptroster als Mandy Rose aktiv. War auch Teil der Fernsehserie Total Divas. |
| Chelsea Green          | Folge 7     | Hinausgewählt. | Von 2016 bis 2018 bei TNA als Laurel Van Ness aktiv.                                                                         |
| Daria Berenato         | Folge 3     | Schaffte die erste Challenge nicht.                                                                                             | Erhielt einen Vertrag bei WWE NXT und wechselte 2017 ins Hauptroster. Ist unter dem Namen Sonya Deville aktiv.               |
| Dianna Dahlgren        | Folge 3     | Ging aus freien Stücken. Für sie rückte Chelsea Green nach.                                                                     | Fitnesstrainerin und Model.                                                                                                  |
| Gabi Castrovinci       | Folge 4     | Wurde hinausgewählt. | Anschließend als Independent-Wrestlerin aktiv, von 2016 bis 2017 bei TNA als Raquel aktiv.                                   |
| Giorgia „GiGi“ Piscina | Folge 8     | Wurde hinausgewählt. | – |
| Hank Avery             | Folge 1     | Wurde hinausgewählt. | – |
| Joshua „Josh“ Bredl    | Sieger      | | Von 2015 bis 2017 bei WWE NXT, anschließend entlassen.                                                                       |
| Mada Abdelhamid        | Folge 6     | Wurde hinausgewählt. | – |
| Patrick Clark          | Folge 5     | Wurde hinausgewählt, | Seit 2015 als Velveteen Dream bei WWE NXT aktiv.                                                                             |
| Sara Lee               | Siegerin    | | Ab September 2015 bei WWE NXT, Ende September 2016 entlassen. Am 6. Oktober 2022 verstorben.                                 |
| Tanner Saraceno        | Folge 9     | Alle drei übrig gebliebenen Männer wurden in der 9. Folge nominiert. Das WWE Universe wählte Tanner aus, die Show zu verlassen. | Heute als MMA-Kämpfer aktiv.                                                                                                 |
| Zamariah „ZZ“ Loupe    | Finalist    | | 2016 bei WWE NXT und der Reality-Show Breaking Ground aktiv.                                                                 |

### Episodenliste
| Nr. (ges.) | Nr. (St.) | Titel                                 | Zusammenfassung | Erstausstrahlung USA |
| ---------- | --------- | ------------------------------------- | --- | -------------------- |
| 53         | 1         | Boot Camp or Bust                     | Aus 11.000 Bewerbungen wurden 13 Teilnehmer ausgewählt, die um einen WWE-Vertrag in der Höhe von 250.000 US-Dollar gegeneinander antreten. bereits in der ersten Folge wird Hank Avery vom WWE Universe hinausgewählt.                                   | 23. Juni 2015        |
| 54         | 2         | Swamp Stories                         | Gaststar ist Roman Reigns. Mittelpunkt der Folge ist ein Hindernislauf im Sumpf. | 30. Juni 2015        |
| 55         | 3         | Who Are You?                          | Gaststar ist Seth Rollins. Dianna verließ aus freien Stücken die Show. Im Mittelpunkt steht dieses Mal ein „Entrance Challenge“, bei dem Dianna so schlecht abschneidet, dass sie gehen muss.                                                            | 7. Juli 2015         |
| 56         | 4         | One Man Show                          | Gaststar ist King Barrett. Für Dianna kommt Chelsea Green in die Show. In dieser Folge geht es vor allem um die Promo-Skills. Gabi wird dabei hinausgewählt.                                                                                             | 14. Juli 2015        |
| 57         | 5         | Swallow Your Pride, It's Good for You | Natalya und Big Show besuchen die Teilnehmer. Thema der Woche ist Demut, die in einem physisch und psychisch anspruchsvollem Hindernislauf unter Beweis gestellt werden muss. Patrick Clark wird hinausgewählt.                                          | 14. Juli 2015        |
| 58         | 6         | Remember to Be the Best               | Gaststars sind Cesaro und das Team B.A.D. (Naomi, Sasha Banks und Tamina Snuka). | 28. Juli 2015        |
| 59         | 7         | Spinning a Yarn                       | Als Gaststars sind in dieser Folge The Prime Time Players (Darren Young und Titus O’Neil) vertreten. Diesmal geht es um das Thema Teamwork. Dies sollen die Teilnehmer im Ring unter Beweis stellen. Außerdem gibt es eine Fire-Challenge.               | 4. Aug. 2015         |
| 60         | 8         | There’s No I in Team                  | Chris Jericho besucht die verbliebenen Teilnehmer vor Ort. Außerdem treten die Teilnehmer zum ersten Mal vor Livepublikum mit einer Promo auf. Gaststar ist John Cena                                                                                    | 11. Aug. 2015        |
| 61         | 9         | Friend or Foe?                        | Die verbliebenen fünf Teilnehmer dürfen an ihrem Finishing Move arbeiten. Da das Finale der frauen schon besetzt ist, muss einer der drei Männer gehen. Das Publikum entscheidet sich gegen Tanner Saraceno, der die Show vor dem Finale verlassen muss. | 18. Aug. 2015        |
| 62         | 10        | A Champion is Crowned                 | Im Finale der Staffel treten Amanda & Sara gegen Alicia Fox an und die beiden Herren Josh & ZZ gegen Cesaro. Am Ende voten die Fans für Sara und Josh, die ihren Vertrag erhalten.                                                                       | 25. Aug. 2015        |